# Прогресс МС-15
Прогресс МС-15 — космический транспортный грузовой корабль (ТГК) серии «Прогресс». Запущен 23 июля 2020 года со стартового комплекса космодрома Байконур по программе 76-й миссии снабжения Международной космической станции. Полет с космодрома Байконур до станции занял 3 часа 18 минут 31 секунду — рекорд для грузовых космических кораблей. Завершил миссию 9 февраля 2021 года.

## Стыковка с МКС
Перед стыковкой высоту орбиты МКС пришлось снизить на 900 метров, так как ранее она внепланово повышалась для уклонения от космического мусора.
Полет к Международной космической станции проходил по сверхкороткой двухвитковой схеме, стыковка к модулю «Пирс» российского сегмента произошла 23 июля 2020 года в 17:47 UTC. Был установлен рекорд по времени полета (3 часа 18 минут 31 секунд). Процесс сближения и автоматической стыковки контролировали специалисты Центра управления полетом и российские космонавты Иван Вагнер и Анатолий Иванишин.
Сближение аппарата со станцией проходило с небольшим креном и расхождением вправо от мишени. На расстоянии 3—5 метров от станции, система «Курс-НА» произвела резкий манёвр сначала влево, затем вправо, что вызвало некоторое беспокойство, но сближение не было прервано и не было переведено на систему ТОРУ (ручное управление с МКС), как это требуется согласно протоколам безопасности. Несмотря на сбой, стыковка завершилась успешно.
9 февраля 2021 в 05:21 UTC «Прогресс МС-15» отстыковался от МКС, а в 8:30 UTC начал торможение двигателем, что привело к его сходу к орбиты и входу в плотные слои атмосферы. В 9:13 UTC несгоревшие фрагменты корабля упали в несудоходной части Тихого океана.
Согласно плану, по завершении миссии «Прогресс МС-15» должен был отстыковаться вместе с модулем «Пирс», место которого должен был занять многофункциональный лабораторный модуль «Наука», позже манёвр был перенесен на следующий корабль, «Прогресс МС-16».

## Груз
Корабль доставил 2540 килограмм грузов, среди которых:
- 600 кг топлива и газов;
- 1520 кг сухих грузов:
  - аппаратура бортовых систем управления и жизнеобеспечения;
  - компоненты для проведения следующих научных экспериментов: «Коррекция», «Пилот-Т», «Асептик», «Биомаг-М», «Константа-2», «Тест», «Выносливость» и «Сепарация»;
  - санитарно-гигиенические материалы;
  - предметы одежды и медикаменты;
  - стандартные рационы питания ;
- 420 литров воды в баках системы «Родник».